# Papilio demoleus
Voilier échiquier
Espèce
Le Voilier échiquier ou Voilier échiqueté ou Machaon à carreaux (Papilio demoleus) est une espèce d'insectes lépidoptères qui appartient à la famille des Papilionidae, à la sous-famille des Papilioninae et au genre Papilio.
C'est peut-être le machaon le plus répandu au monde.

## Dénomination
Papilio demoleus (Fabricius, 1793)
Synonymes : Princeps demoleus.

### Noms vernaculaires
Papilio demoleus  se nomme en anglais Lime Butterfly ou Chequered Swallowtail et en allemand Citrus Schwalbenschwanz.

### Sous-espèce

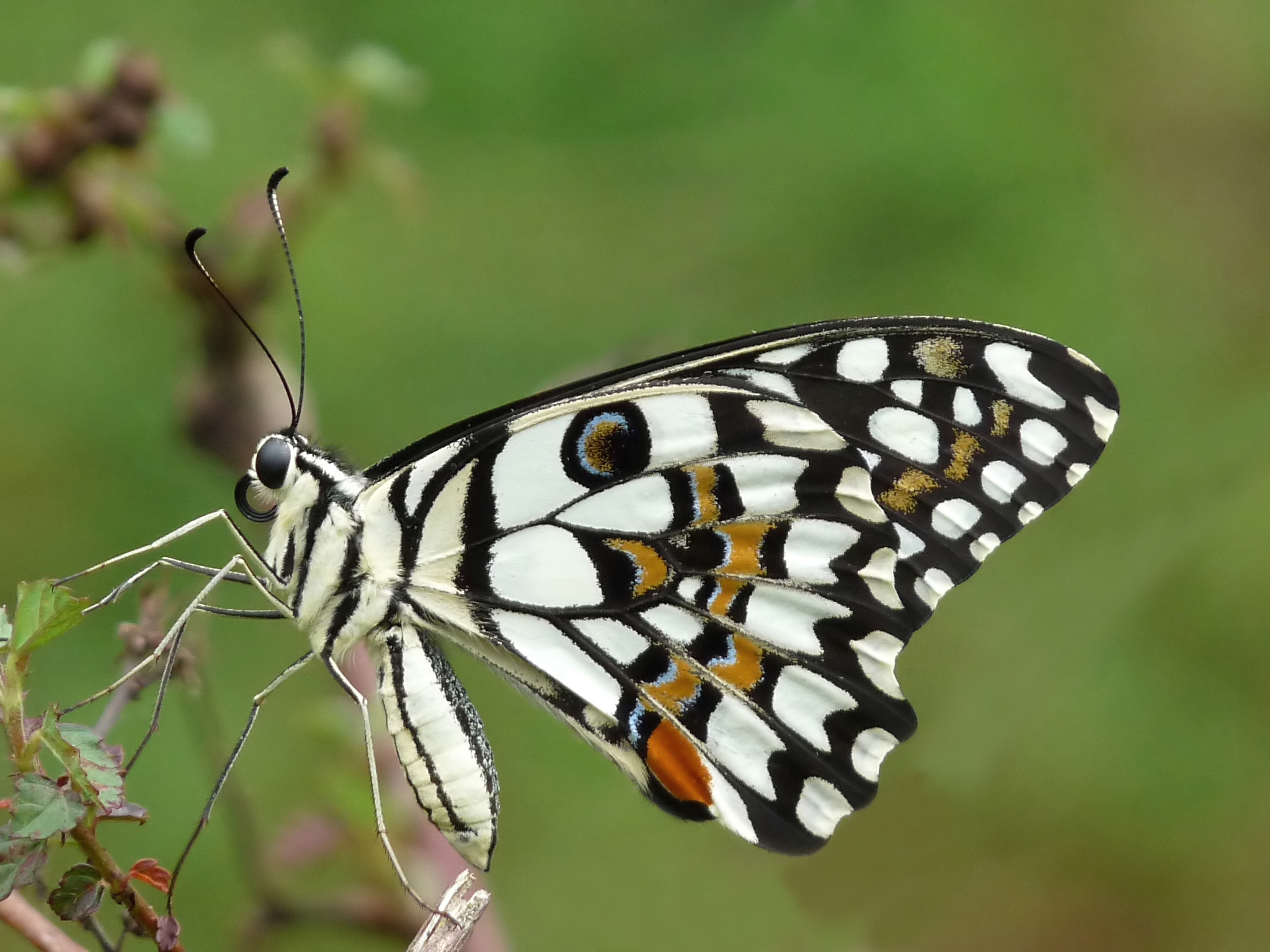
Aperçu du revers des ailes, Kérala, Inde

- Papilio demoleus demoleus sud de la Chine, Pakistan, Inde, Ceylan, nord du Vietnam, Taïwan, et les Philippines.
- Papilio demoleus malayanus (Wallace, 1865) en Birmanie, Thaïlande, au Laos, Cambodge, sud du Vietnam, en Malaisie et à Sumatra.
- Papilio demoleus novoguineensis (Rothschild, 1908) en Papouasie)
- Papilio demoleus sthenelinus (Rothschild, 1895) à Florès
- Papilio demoleus sthenelus (Macleay, 1826) le Chequered Swallowtail à Sumba et en Australie[2].

Sous-espèces pour NCBI :
- Papilio demoleus demoleus
- Papilio demoleus libanius (Fruhstorfer, 1908) aux Philippines et à Taïwan.
- Papilio demoleus malayanus
- Papilio demoleus sthenelus[3]

## Description

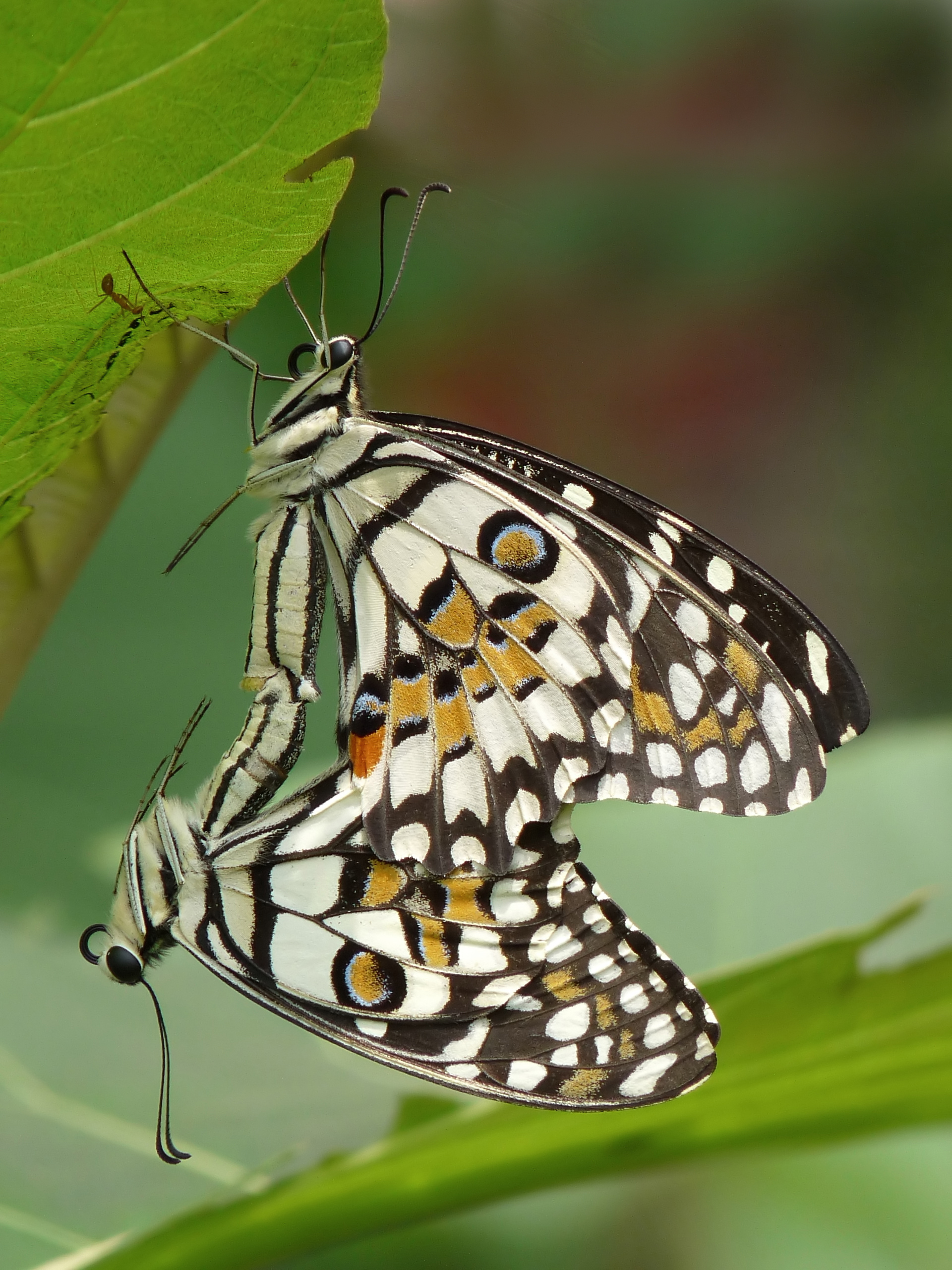
Accouplement de Papilio demoleus

### Imago

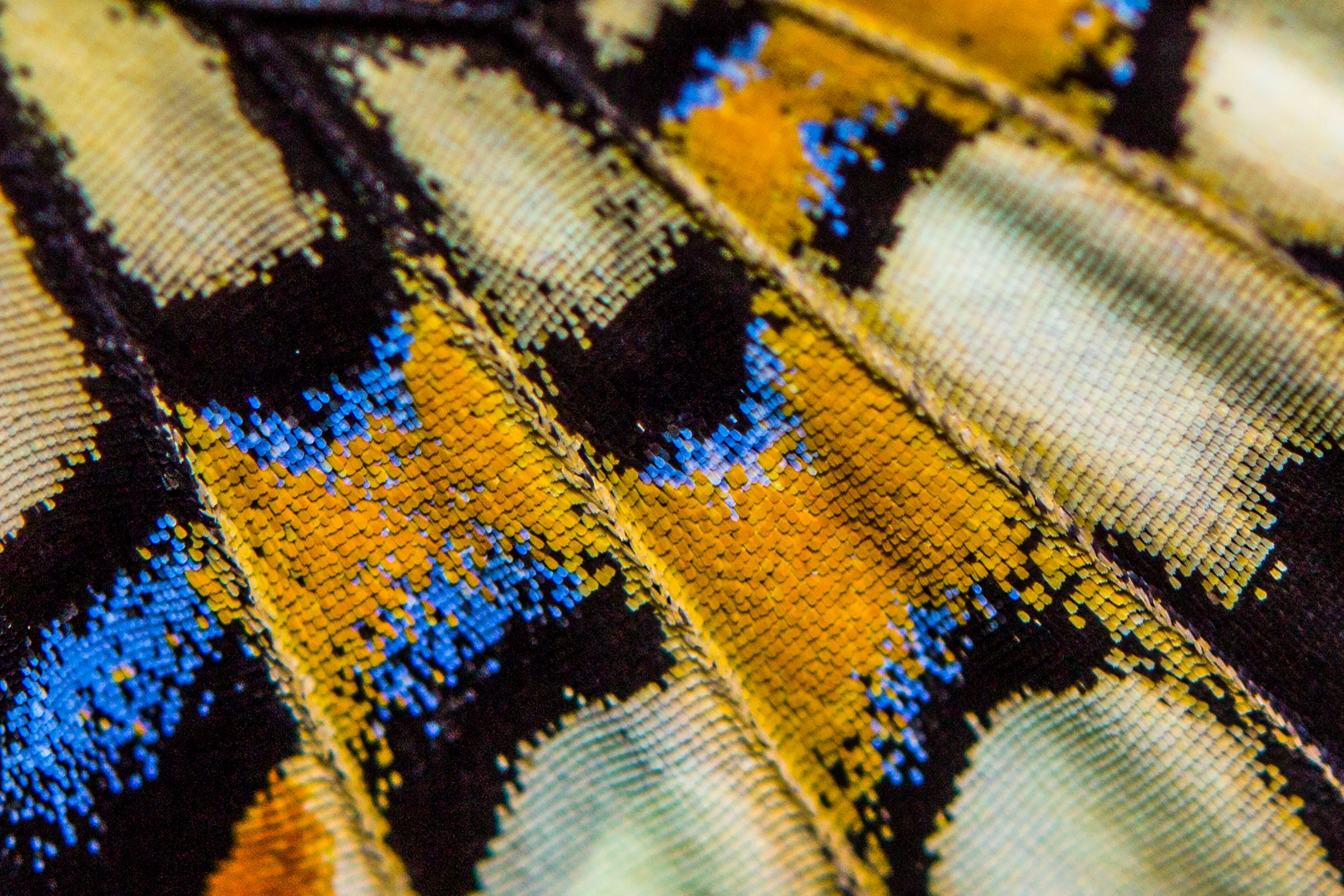
Grossissement d'une aile de Papilio demoleus.

Le Voilier Échiquier est un grand papillon de 8 à 10 cm d'envergure en moyenne. Il est noir taché de jaune très pâle (presque blanc) (un "damier" noir et jaune pâle). Il présente aussi un ocelle anal rouge. Le verso est identique avec en complément un ocelle lancéolé au bord interne de l'aile postérieure.

### Chenille
La chenille est d'abord brune et blanche mimant une fiente d'oiseau, elle devient ensuite verte à son dernier stade.

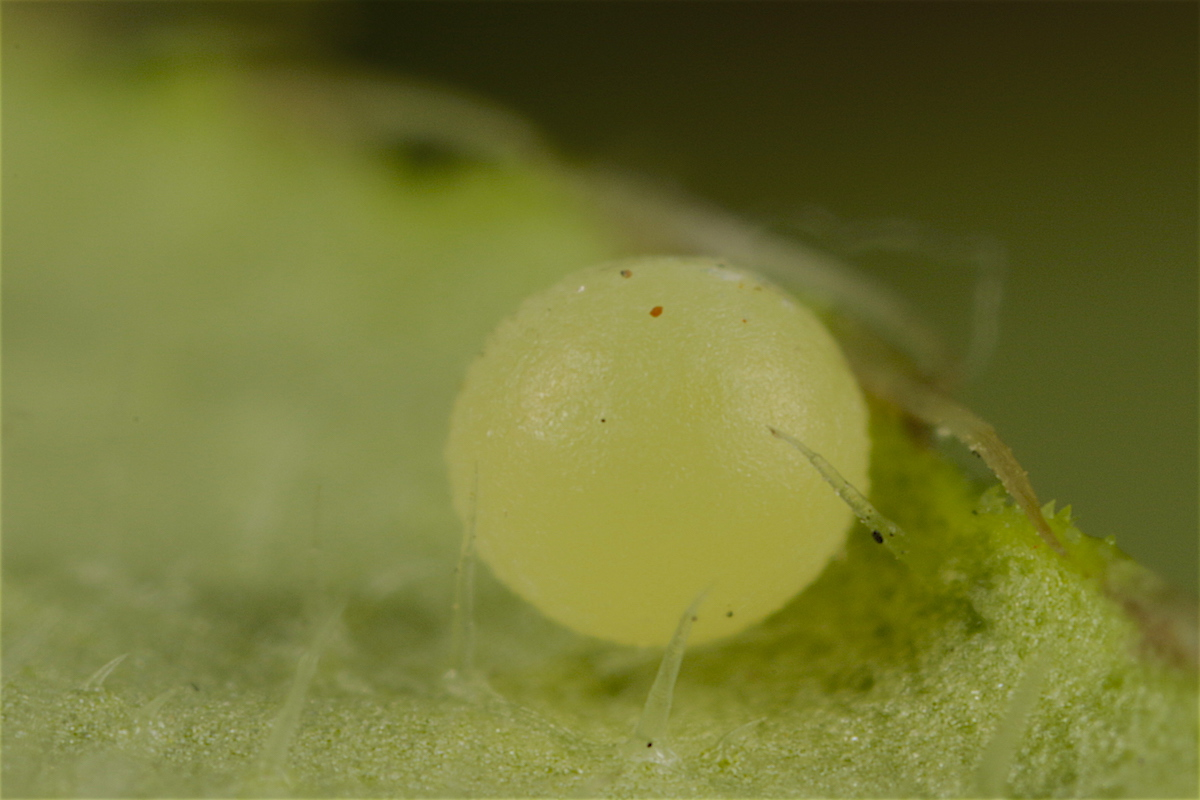
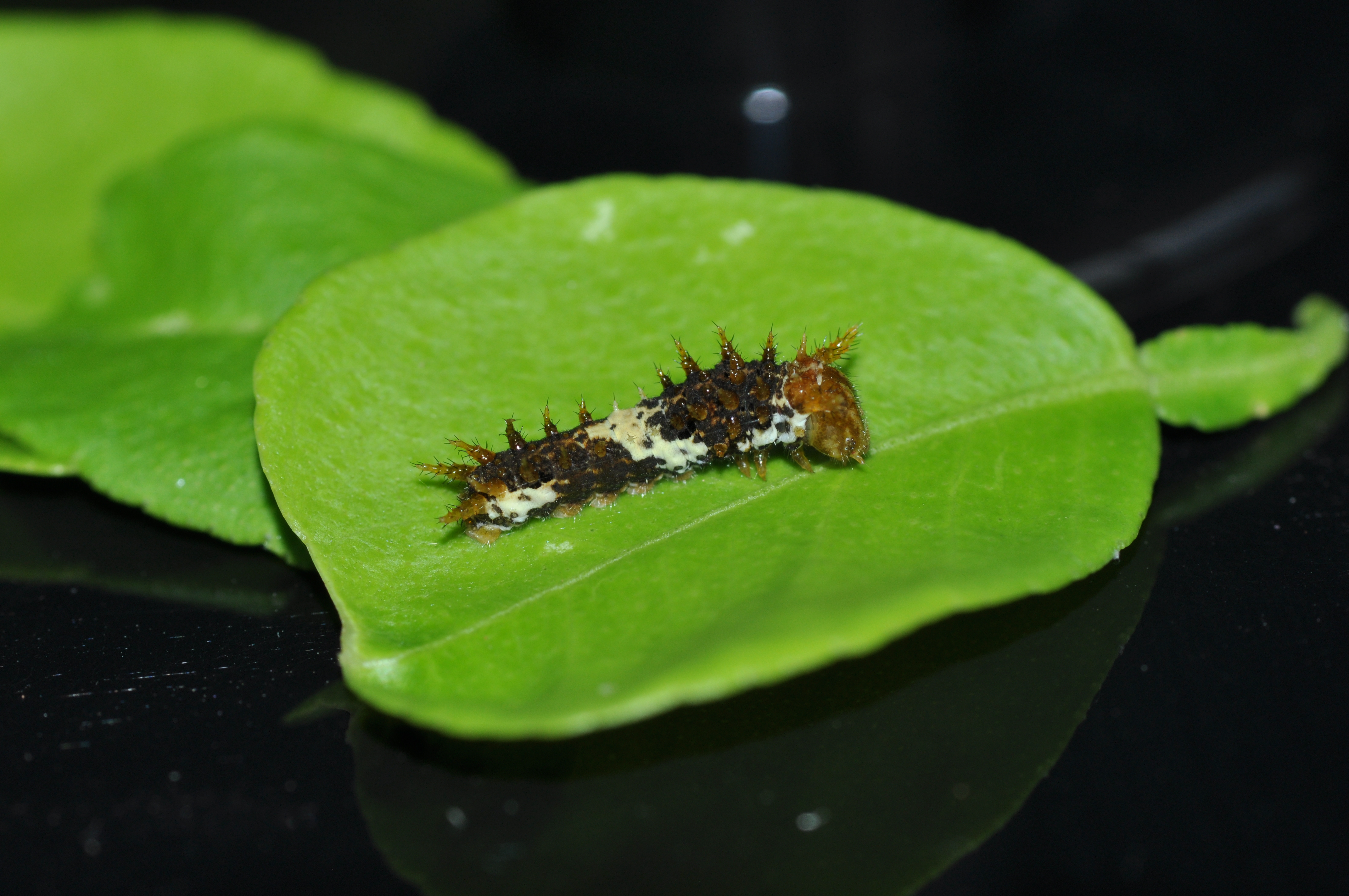
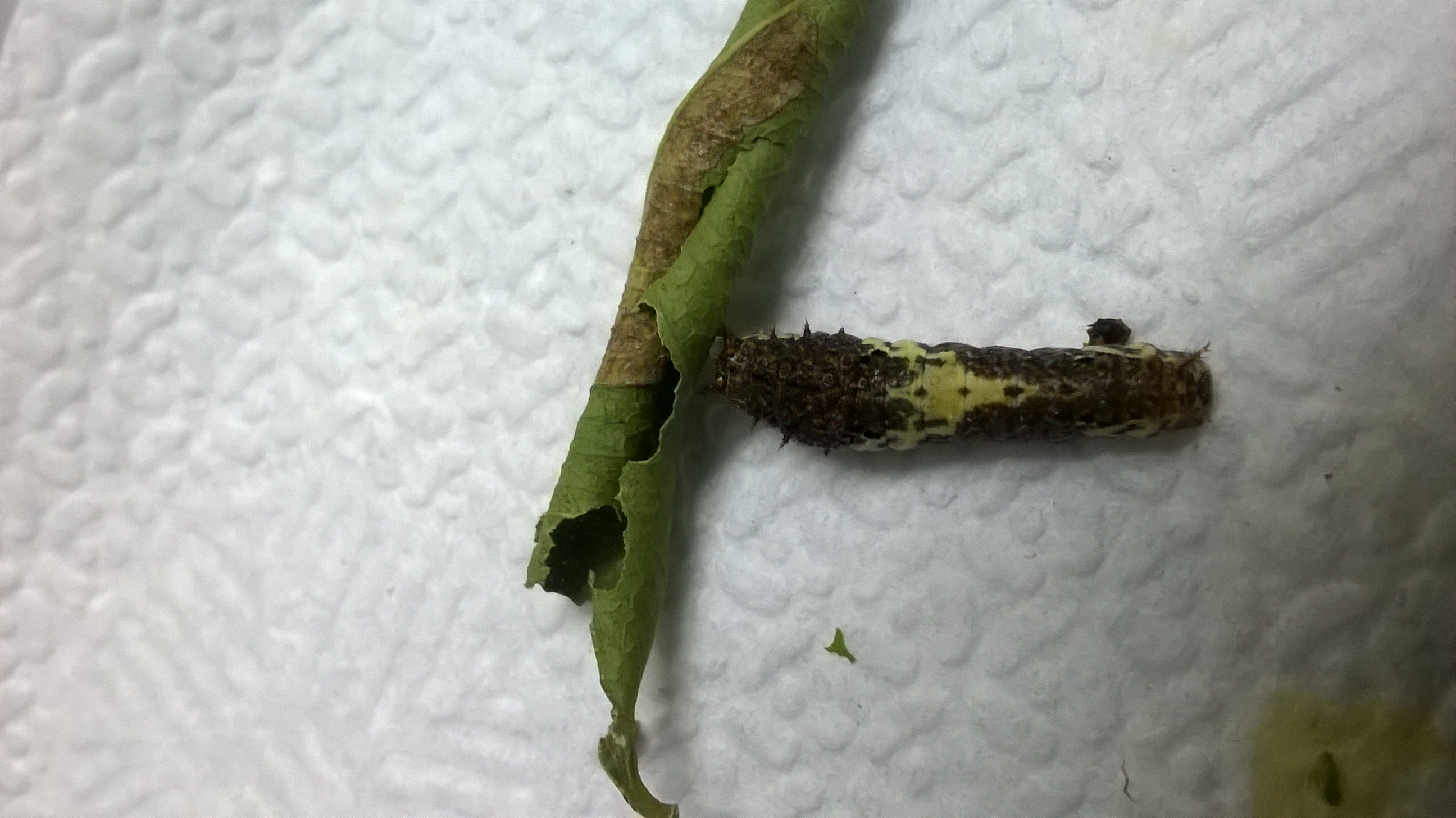
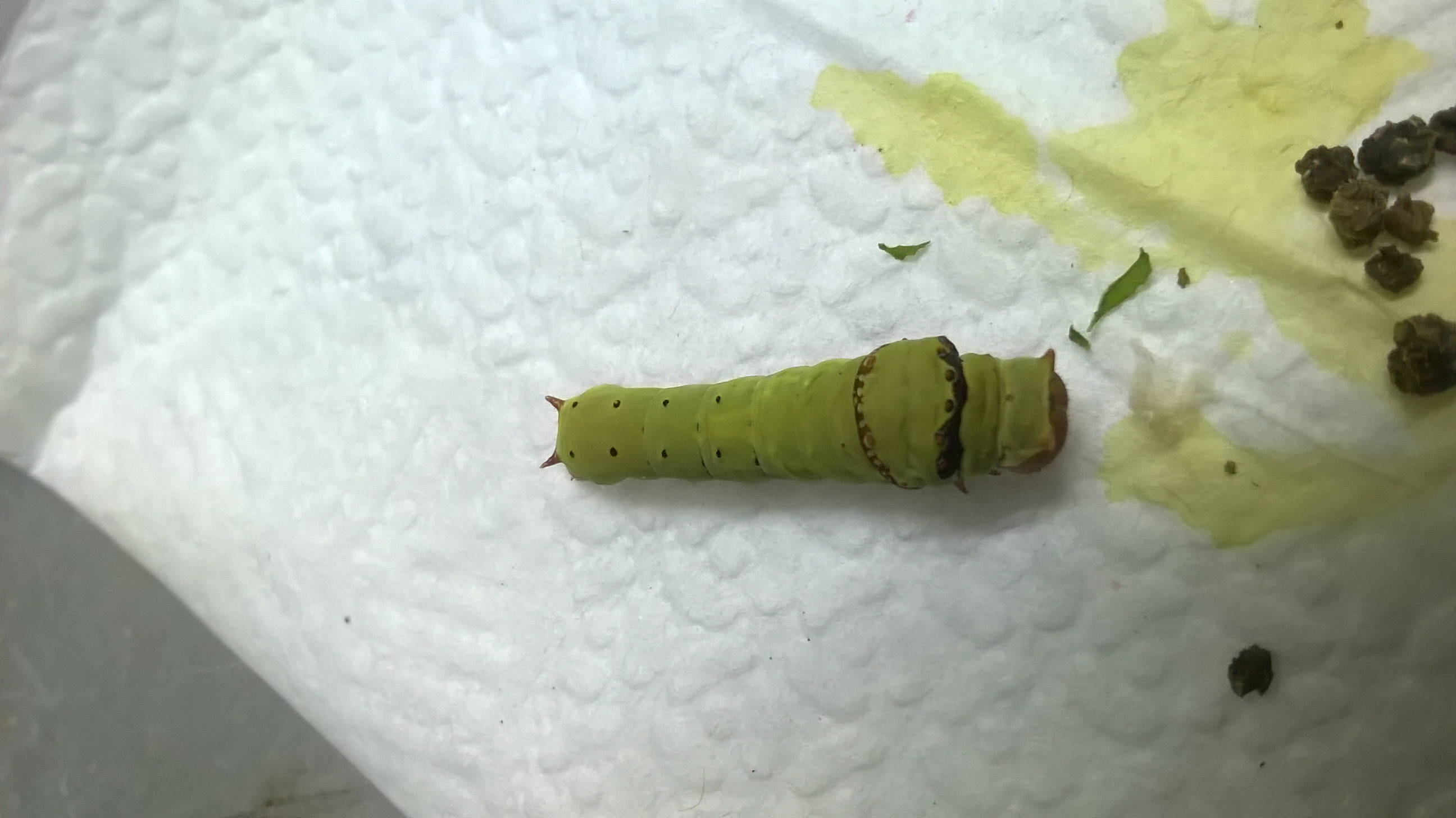
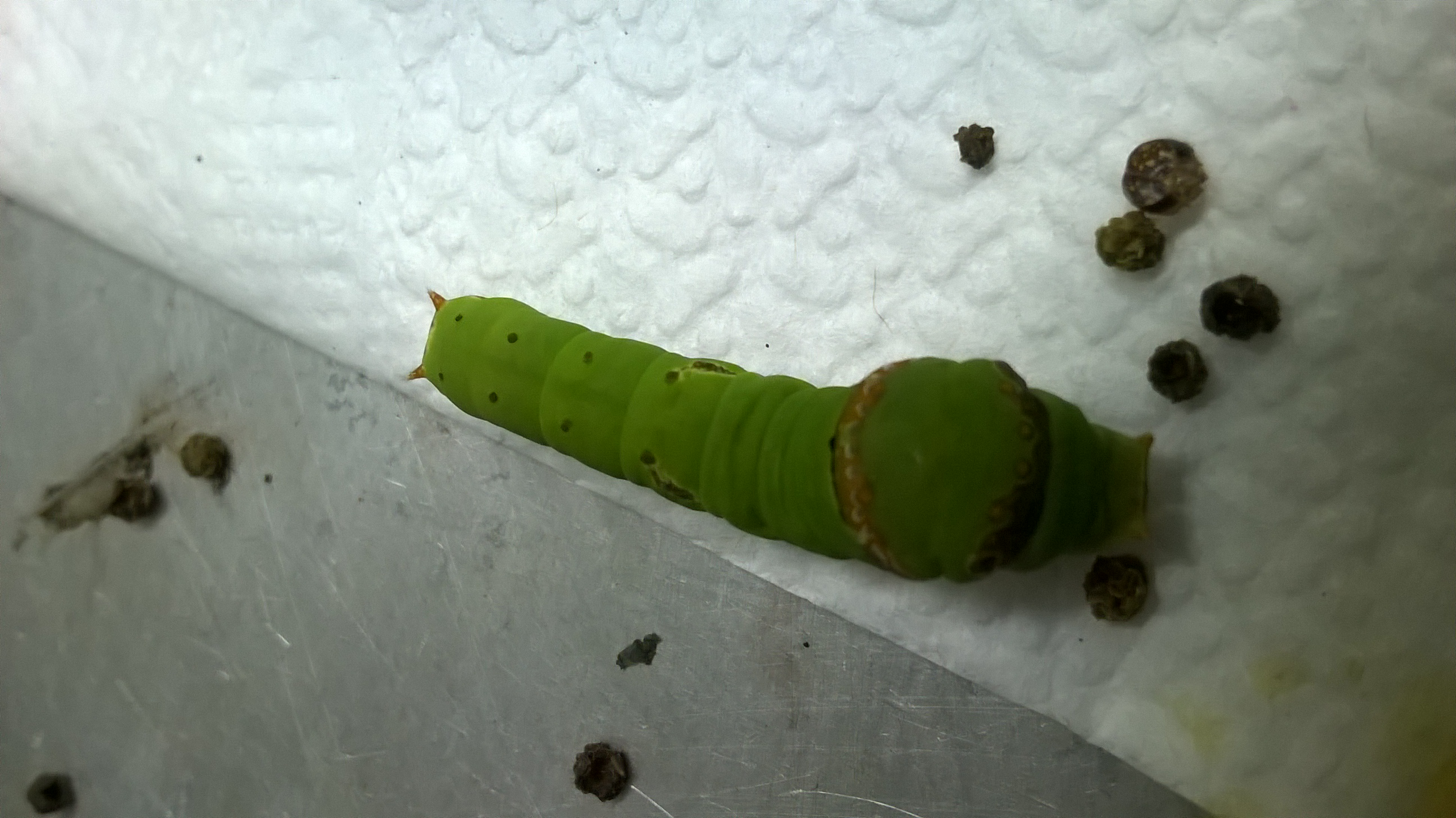
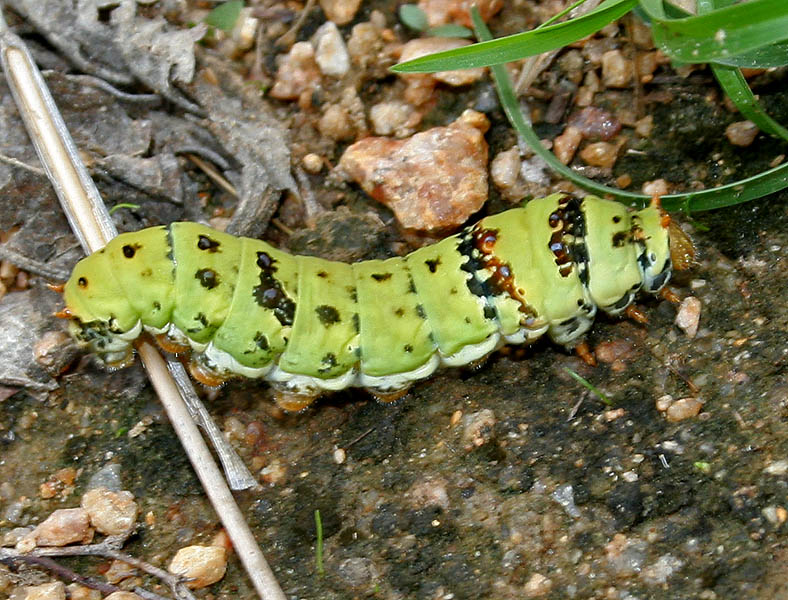
chenille mature
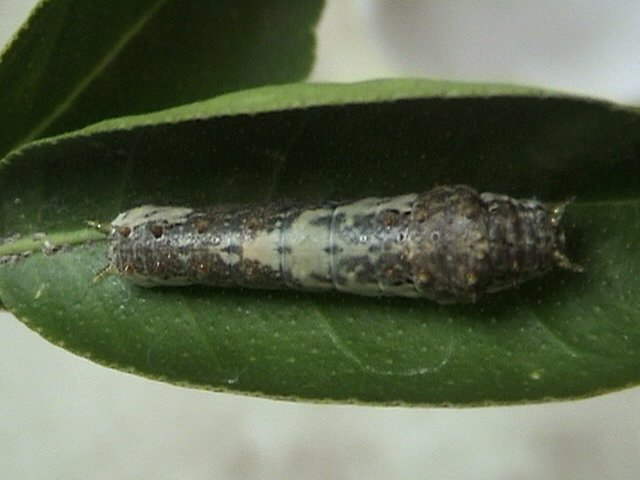
jeune chenille
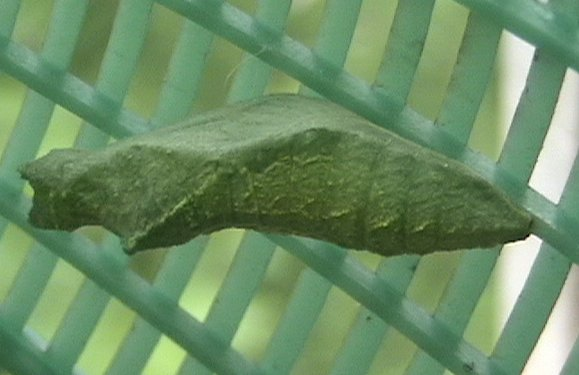
Chrysalide
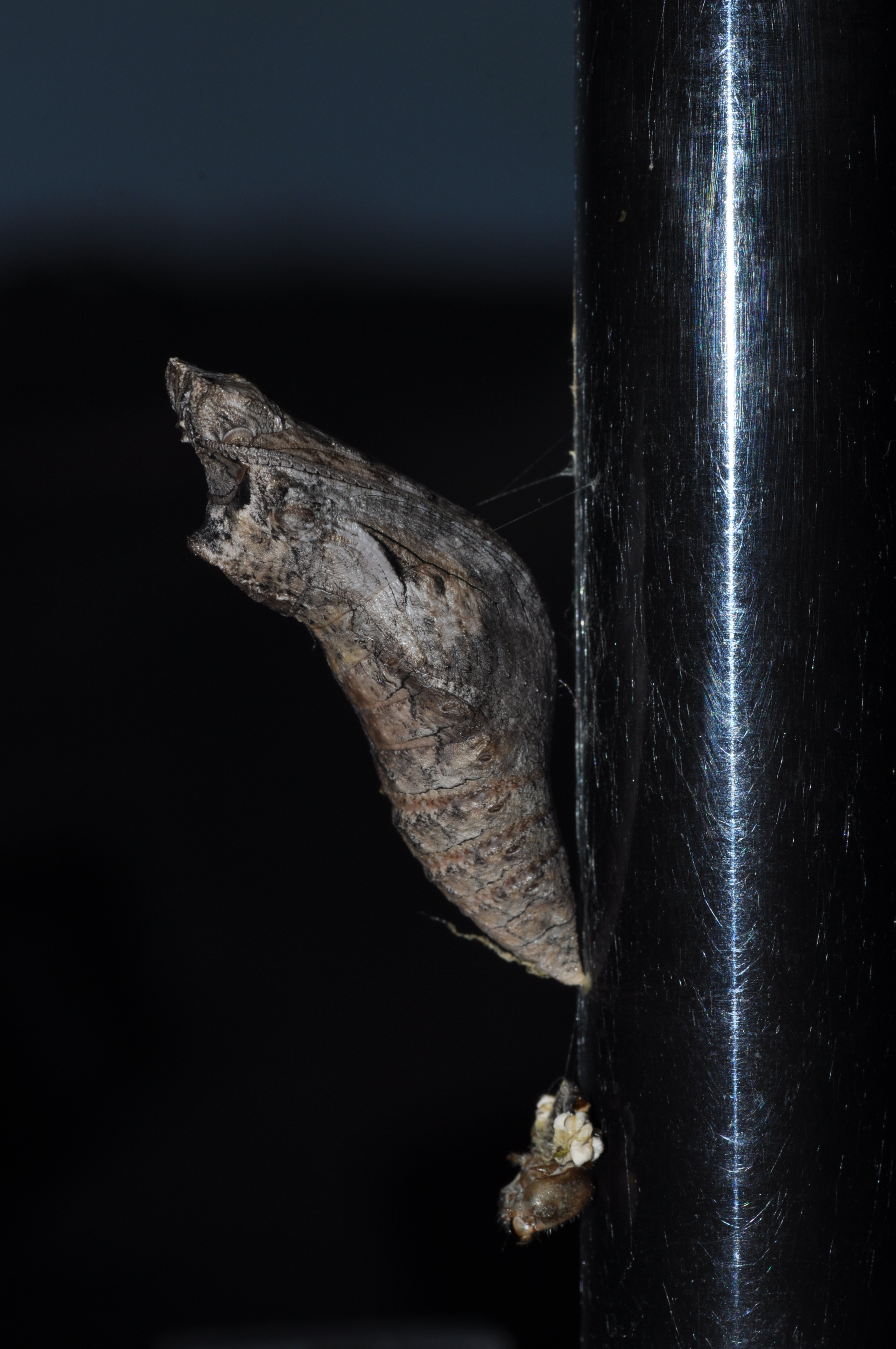

### Parasitisme
En Inde, il existe plusieurs parasites de Papilio demoleus, dont Apanteles papilionis et Bracon hebetor (Braconidae). En Thaïlande ce sont Ooencyrtus malayensis et Tetrastichus sp pour les œufs et Erycia nymphalidophaga pour les larves

### Espèces proches
Papilio demodocus est très proche de Papilio demoleus, mais son aire de répartition est différente (présent en Afrique et à Madagascar).

## Biologie
Ce papillon vole par tous les temps, même lorsque le ciel est très couvert. C'est un insecte diurne.
C'est un migrateur qui actuellement agrandit son aire de répartition.

### Plantes hôtes
Ses plantes hôtes sont des Citrus (Citrus aurantium, Microcitrus australis) et des Psoralea (Psoralea cinerea, Psoralea leucantha, Psoralea patens, Psoralea pinnata, Psoralea pustulata, Psoralea tenax).

## Écologie et distribution
Papilio demoleus est présent dans le sud-est de l'Asie, en Inde, à Ceylan, en Malaisie, Birmanie, Thaïlande, Cambodge, Laos, Vietnam, dans le sud de la Chine, à Taïwan, au Japon, aux Philippines, en Papouasie-Nouvelle-Guinée, en Malaisie et en Australie,.
Il est aussi présent dans l'est de l'Iran et en Arabie saoudite. Actuellement avec l'extension des cultures de Citrus, plante hôte de sa chenille, il agrandit son territoire et a été trouvé à Puerto Rico et à la Jamaïque et aux  Seychelles .
Il vit dans les zones cultivées, les forêts tropicales et les plaines.

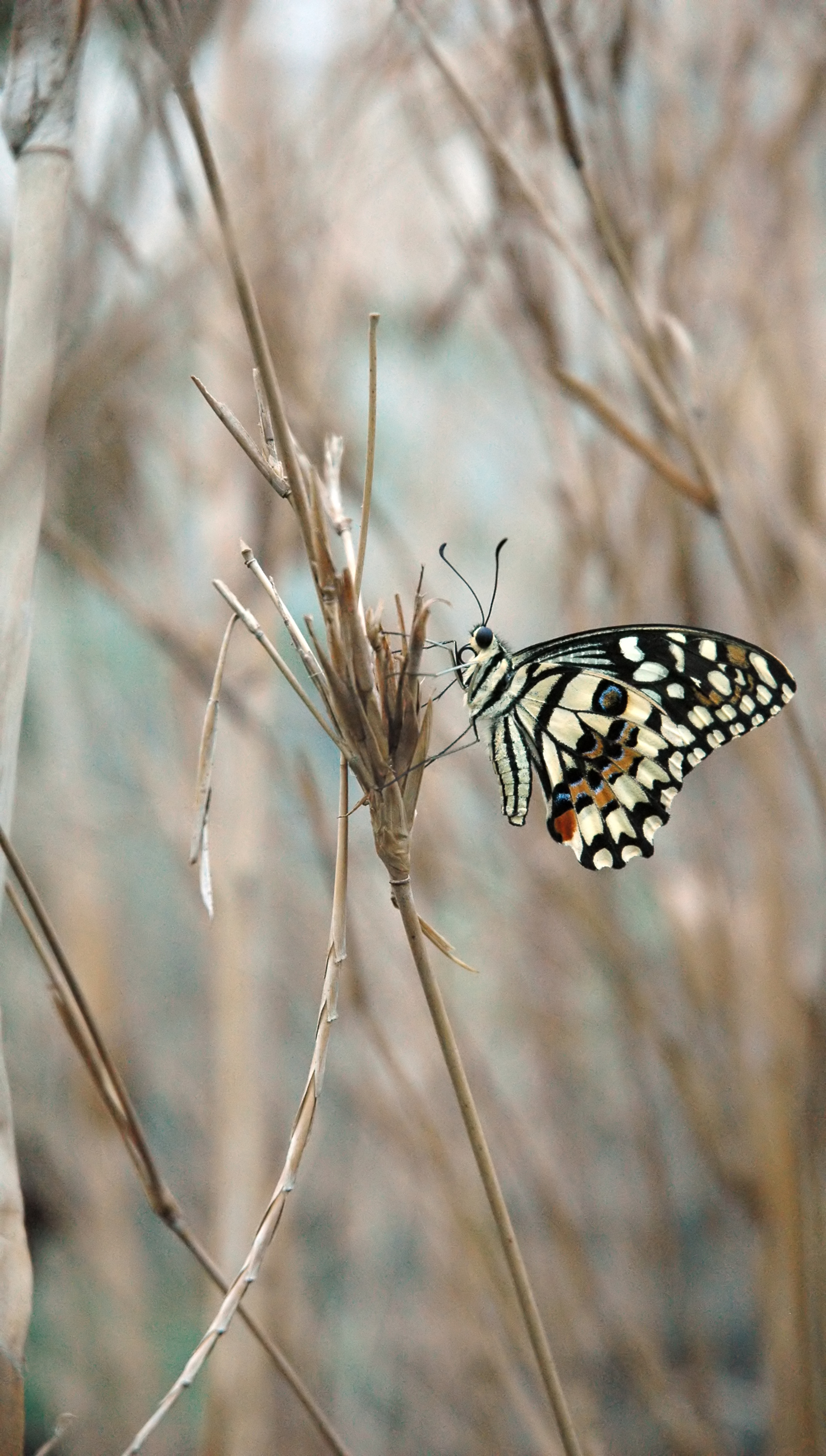
Papilio demoleus

### Biotope
Papilio demoleus  est ubiquiste, il se plait dans les savanes, les plaines, les jardins, les collines et occupe toutes les zones où sont présents des citrus la plante hôte de sa chenille.

### Protection
Pas de statut de protection particulier, il est plutôt considéré comme un nuisible.

## Philatélie
Le Sultanat d'Oman lui a dédié une émission en 1999.